# Medlemmer af byrådet i Høje-Taastrup Kommune 2006-2009
Til byrådet i Høje-Taastrup Kommune valgtes ved kommunalvalget den 16. november 2005 21 medlemmer, der alle tiltrådte den 1. januar 2006.
Mandatfordelingen var som følger:
| Liste                                     | Parti                       | Spidskandidat             | Mandater | +/- |
| ----------------------------------------- | --------------------------- | ------------------------- | -------- | --- |
| A                                         | Socialdemokratiet           | Svend-Erik Hermansen      | 9        | -2  |
| B                                         | Det Radikale Venstre        | Rikke Madsen              | 1        | +1  |
| C                                         | Det Konservative Folkeparti | Michael Ziegler           | 4        | +1  |
| F                                         | Socialistisk Folkeparti     | Ole Rask Vendelbo Helding | 1        | 0   |
| O                                         | Dansk Folkeparti            | Lars Prier                | 2        | 0   |
| V                                         | Venstre                     | Tina Marianne Jensen      | 4        | 0   |
| Partier, der ikke opnåede repræsentation: |                             |                           |          |     |
| D                                         | Centrum-Demokraterne        | Ebbe Carlsen              | 0        | 0   |
| P                                         | Faglig Social Borgerliste   | Marianne Videbæk Bendtsen | 0        | 0   |
| Ø                                         | Enhedslisten                | Anne Vibeke Schøller      | 0        | 0   |

Michael Ziegler fra Det Konservative Folkeparti blev valgt til borgmester.

## Valgte medlemmer
| Navn                          | Parti                       |
| ----------------------------- | --------------------------- |
| Thomas Bak                    | Socialdemokratiet           |
| Kemal Bektas                  | Socialdemokratiet           |
| Poul Bonderup                 | Venstre                     |
| Laurids Christensen           | Det Konservative Folkeparti |
| Pia David                     | Det Konservative Folkeparti |
| Nadeem Farooq                 | Det Radikale Venstre        |
| Andreas Gysting Frederiksen   | Socialdemokratiet           |
| Ekrem Günbulut                | Socialdemokratiet           |
| Lizzie Birgit Hansen          | Socialdemokratiet           |
| Ole Rask Vendelbo Helding     | Socialistisk Folkeparti     |
| Svend-Erik Hermansen          | Socialdemokratiet           |
| Lasse Josef Herrun            | Dansk Folkeparti            |
| Tina Marianne Jensen          | Venstre                     |
| Annette Menne Johansen        | Socialdemokratiet           |
| Conny Annelise Trøjborg Krogh | Socialdemokratiet           |
| Lars Prier                    | Dansk Folkeparti            |
| Merete Elizabeth Scheelsbeck  | Det Konservative Folkeparti |
| Søren Dejgård Sørensen        | Venstre                     |
| Vibeke Wahl Winther           | Socialdemokratiet           |
| Michael Ziegler               | Det Konservative Folkeparti |
| Alpaslan Özkan                | Venstre                     |